# Kralingen-Crooswijk

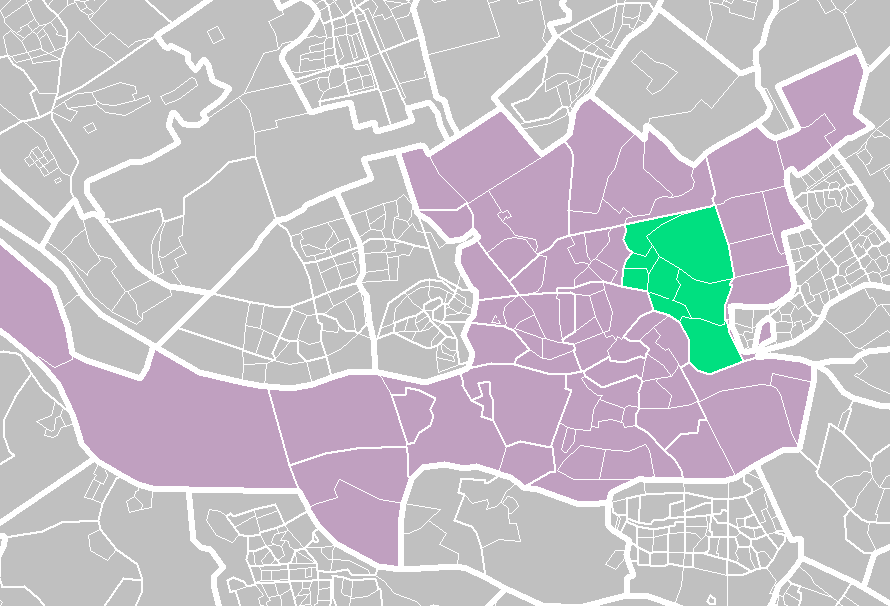
Kralingen-Crooswijks läge i kommunen.

Kralingen-Crooswijk är en av Rotterdams fjorton kommundelar (bestuurscommissiegebieden, till 2014 deelgemeenten) och hade år 2004 52 000 invånare.